# Alfred E. Green
Alfred E. Green (Perris, Califórnia, 11 de julho de 1889 — Hollywood, Califórnia, 4 de setembro de 1960) foi um diretor de cinema estadunidense.

## Carreira
Green trabalhou no cinema por quase toda sua vida, tendo começado ainda na era muda como ator, roteirista, assistente de diretor e, finalmente, diretor. Dessa fase, destacam-se Sally (1925), Irene, Ella Cinders e It May Be Love, todos de 1926. No cinema sonoro, é muito apreciada sua produção da década de 1930, com filmes como Serpentes de Luxo (Baby Face, 1933), estrelado por Barbara Stanwick,  Perigosa (Dangerous, 1935), com Bette Davis e A Comédia do Crime (The Gracie Allen Murder Case, 1939), com Warren William. A partir de meados dos anos 1940, sua carreira entrou em declínio, tendo passado a dirigir principalmente filmes B, mas ainda fez obras de prestígio, como Mr. Winkle Vai à Guerra (Mr. Winkle Goes to War, 1944), estrelado por Edward G. Robinson e Sonhos Dourados (The Jolson Story, 1946), com Larry Parks.
Após se desligar do cinema, Green passou seus últimos anos de vida trabalhando em séries de TV e lutando contra uma persistente artrite.

## Filmografia
Todos os títulos em português referem-se a exibições no Brasil. Estão listadas somente suas principais realizações no cinema sonoro.
- 1929 Disraeli (Disraeli)
- 1930 A Deusa Verde (The Green Goddess)
- 1931 As Mulheres Enganam Sempre (Smart Money)
- 1932 Herói Por Acaso (It's Tough to Be Famous)
- 1932 Erros do Coração (The Rich Are Always with Us)
- 1932 Surpresas Convencionais (The Dark Horse)
- 1932 Sonho Prateado (Silver Dollar)
- 1933 Em Plenas Nuvens (Parachute Jumper)
- 1933 Serpentes de Luxo (Baby Face)
- 1933 Perdidos no Paraíso (The Narrow Corner)
- 1933 A Mulher Que Eu Amei (I Loved a Woman)
- 1934 Sorte Negra (Dark Hazard)
- 1934 Dona-de-Casa (Housewife)
- 1934 Side Streets
- 1934 A Mulher Que Eu Achei (Lost Lady)
- 1934 Rumos da Vida (Gentlemen Are Born)
- 1935 Melodias Radiantes (Sweet Music)
- 1935 Quando o Amor Agarra (The Girl from 10th. Avenue)
- 1935 A Favorita (The Goose and the Gander)
- 1935 Um Brinde ao Amor (Here's to Romance)
- 1935 Perigosa (Dangerous)
- 1936 Coleen, a Modista (Coleen)
- 1936 A Flecha de Ouro (The Golden Arrow)
- 1936 Conheceram-se Num Táxi (They Met in a Taxi)
- 1936 Dois Entre Mil (Two in a Crowd)
- 1936 Mais do que Secretária (More Than a Secretary)
- 1937 A Liga dos Ameaçados (The League of Frightened Men)
- 1937 O Preço da Fama (Mr. Dodd Takes the Air)
- 1937 O Menino do Ouro (Thoroughbreds Don't Cry)
- 1938 O Duque de West Point (The Duke of West Point)
- 1938 Sangue de Cossaco (Ride a Crooked Mile)
- 1939 O Rei do Turfe (King of the Tourf)
- 1939 A Comédia do Crime (The Gracie Allen Murder Case)
- 1939 20 Mil Homens por Ano (20,000 Men a Year)
- 1940 Chutando Alto (Shooting High)
- 1940 Ao Sul de Pago Pago (South of Pagp Pago)
- 1940 Ouro Flamejante (Flowing Gold)
- 1940 A Vida Tem Dois Aspectos (East of the River)
- 1941 Mocidade de Brio (Adventure in Washington)
- 1942 O Prefeito da Rua 44 (The Mayor of 44th Street)
- 1943 Encontro em Berlim (Appointment in Berlin)
- 1943 Não Posso Querer-te (There's Something About a Soldier)
- 1944 Mr. Winkle Vai à Guerra (Mr. Winkle Goes to War)
- 1945 Aladim e a Princesa de Bagdá (A Thousand and One Nights)
- 1946 Ela e os Marujos (Tars and Spars)
- 1946 Sonhos Dourados (The Jolson Story)
- 1947 Os Fabulosos Dorseys (The Fabulous Dorseys)
- 1947 Copacabana (Copacabana)
- 1947 A Garota de Nova Iorque (The Girl from Manhattan)
- 1948 Eles Passaram Por Aqui (Four Faces West)
- 1949 Delito Oculto (Cover Up)
- 1950 The Jackie Robinson Story
- 1950 Serras Sangrentas (Sierra)
- 1952 Modelo de Paris (Paris Model)
- 1953 Invasão dos EUA (Invasion USA)
- 1953 Nas Asas da Fama (The Eddie Cantor Story)
- 1954 Top Bananas